# 学生

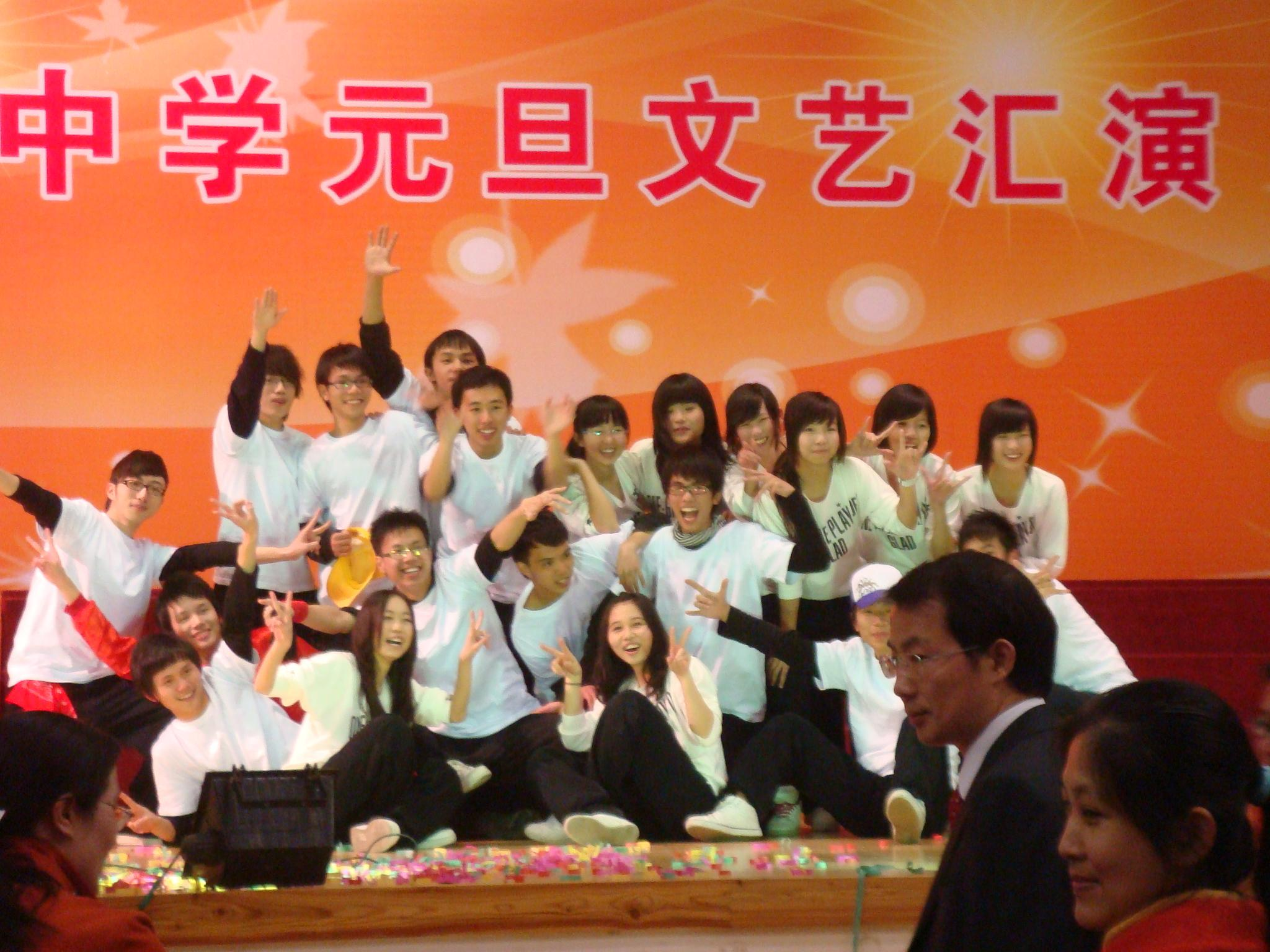
表演结束后的中國高中學生

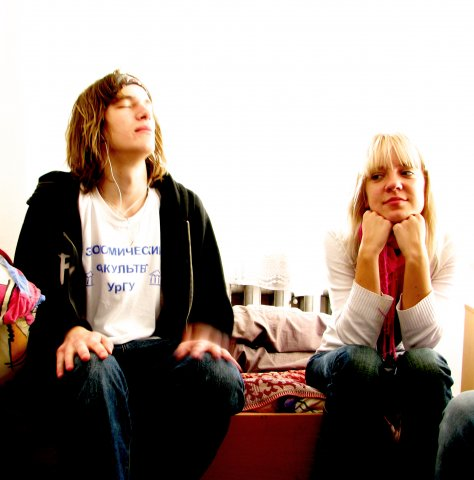
俄羅斯高中學生

學生都是要受到國家或當地政府認可之教育機構（如學校、學院）學習或進修者，並且該學習或進修者之學籍登記於該教育機構中，同時受到該教育機構認可之教導者（如老師、教授）指導。廣義而言，在研究機構或工作單位（如醫院、企業等地）學習者有時也會自稱學生，而學生也可指向某個人或者某個機構學習的後輩。與学生的性質相似的还有徒弟、弟子、学徒等，如果是為了達到學術外之目的，而以學生的身分進行掩護以利工作得人，稱為職業學生的身份。

## 中国大陸
学生阶段按先后分为幼儿园、小学、初中、高中（分为「普通高中」和「职业高中」）、大学。一部分孩子在上幼儿园之前还会被送往托儿所，但在托儿所内孩子和工作人员的关系一般不认为是学生和老师，而是幼儿和育儿员的关系。中国大陆实行包括从小学（六年或五年）到初中（三年或四年）的九年制义务教育，之后学生可以选择是否到普通高中（普高）或者职业高中（职高）学习，最后则可以选择是否参加高考后继续进入大学学习。

## 香港
学生阶段按先后分为幼稚園、小学、中学、大学。香港实行包括从小学（六年）到中学（六年）的十二年免費教育，之后学生參加香港中學文憑考試，最后香港中學文憑考試成績好的就會进入大学学习。

## 台灣
大部分最早接觸教育階段的學生是幼兒園時期，而這並不屬於國民義務教育，可自行選擇就讀與否。再者，則升上國民小學，依序為國民中學、高級中學，或職業學校，最後則可依興趣選擇是否升上大學或是科技大學、研究所。
中華民國教育部自2014年開始十二年國民基本教育(後三年非強制性就學)，將由施行前的九年國民教育延長至十二年。原定於2018年（中華民國107年）起逐步實施的教育政策，但因課審會分組委員發生比例違法而改聘的烏龍，將延後至2019年（民國108年）上路，而新的大學考招方案也延後至2022年（民國111年）實施。
台湾多流行補習文化，有的是學習才藝，有的是為了各種考試。

## 職業學生
意旨學生因為某些學術以外的目的，如逃避兵役、政黨樁腳、國籍居留等，自願留在校園內不畢業。由於公校學費有國家補助，因此多為就讀公立學校之學生最為常見。

## 古代中國
古代的學子所學習的地方為學堂，有的甚至有私塾。即是為了科舉考試。但這考試所能選擇當的職業只有政府官員。

## 分類
根據大多數地區的學習機關小學、中學、大學而分為：小学生、中学生、大學生（本科生、研究生、硕士、博士）等等。